# Auménancourt
Auménancourt é uma comuna francesa na região administrativa do Grande Leste, no departamento de Marne. Estende-se por uma área de 12.82 km², e possui 1.065 habitantes, segundo o censo de 2018, com uma densidade de 83 hab/km².